# Гальвес, Фатима
Фатима Гальвес Марин (исп. Fátima Gálvez Marín; род. 19 января 1987, Баэна, Андалусия) — испанская спортсменка-стрелок, олимпийская чемпионка 2020 года, чемпионка Европы и Европейских игр, призёр чемпионатов мира.

## Биография
Родилась в 1987 году в Баэне. В 2010 году завоевала бронзовую медаль чемпионата Европы. В 2011 году стала чемпионкой Европы. В 2012 году завоевала бронзовую медаль чемпионата Европы, но на Олимпийских играх в Лондоне заняла лишь пятое место в трапе. В 2014 году завоевала серебряную и бронзовую медали чемпионата мира. В 2015 году стала чемпионкой Европейских игр.